# P.O. Barck
Per Olov Fredrik Barck, född 1 maj 1912 i Helsingfors, död 4 november 1978 i Helsingfors, var en finländsk redaktör och professor. Han disputerade 1953 på en avhandling om Arvid Mörne och sekelskiftets Finland. Han var en betydande finlandssvensk litteraturkritiker som åren 1935–1963 medverkade i ett flertal tidningar och i Rundradion. Från 1954 var han docent i svensk litteratur vid Åbo Akademi och åren 1964–1972 professor i litteraturhistoria därstädes. Han var ordförande för Finlands svenska författareförening 1953–1956 och ordförande för Svenska litteratursällskapet i Finland 1966–1973.

## Verk
- Dikt och förkunnelse. Söderström, Helsingfors 1936
- Gunnar Johansson:Soldater: frontbrev 1940-1942; utgivna av P. O. Barck och Lorenz von Numers. Schildt, Helsingfors 1942
- Hård höst: debatt och värdering; medarbetare P. O. Barck et al.; redaktion Olof Lagercrantz et al. Schildt, Helsingfors 1943
- Dikter om kärleken: ur samtidens svenska dikt; I urval av P. O. Barck och Olof Lagercrantz; med vinjetter av Adolf Hallman. Albert Bonniers förlag, Stockholm 1944
- Finlands natur i dikt och konst; sammanställd av P. O. Barck, Ola Zweygbergk. Schildt, Helsingfors 1945, 4. uppl 1948
- Selvät sanat-juttu - Målet om Selvät sanat. Ekenäs 1945
- Arvid Mörne och sekelskiftets Finland: doktorsavhandling. Helsingfors 1953
- Tal på Svenska dagen den 6 november 1954. Helsingfors 1954
- Ture Janson, författaren och journalisten. Söderström, Helsingfors 1962
- Festskrift till Olof Enckell 12.3.1970; redaktionskommittén P. O. Barck, Johan Wrede, Ingmar Svedberg. Skrifter utgivna av Svenska litteratursällskapet i Finland 437. Helsingfors 1970
- Ansikten och möten. Söderström, Helsingfors 1972
- Mina oroliga år. Söderström, Helsingfors 1973
- Reflexer. Ekenäs tryckeri, Ekenäs 1977